# Marius R. Busemeyer
Marius R. Busemeyer (* 6. Januar 1978 in Trier) ist ein deutscher Politikwissenschaftler.

## Leben
Von 1999 bis 2003 erwarb er den Magister Artium an der Universität Heidelberg (Hauptfach: Politikwissenschaft, Nebenfach: Wirtschaftswissenschaften, Öffentliches Recht). Von 2003 bis 2005 erwarb er den Master of Public Administration an der Harvard Kennedy School. Nach der Dissertation 2006 (Dr. rer. pol.) in Politikwissenschaft in Heidelberg und der Habilitation 2010 (Venia Legendi) in Politikwissenschaft an der Universität zu Köln lehrt er seit 2011 als ordentlicher Professor (W3) für Politikwissenschaft (Schwerpunkt Politikanalyse und Politische Theorie) an der Universität Konstanz. Dort ist er Sprecher des Exzellenzclusters „The Politics of Inequality“ und Leiter der Arbeitsgruppe für Vergleichende Politische Ökonomie. Busemeyer ist aktives Mitglied der Partei Bündnis 90/Die Grünen.
Für sein 2014 erschienenes Buch Skills and Inequality: Partisan Politics and the Political Economy of Education Reforms in Western Welfare States über die polit-ökonomischen Einflussfaktoren für verschiedene Ausprägungen von Bildungspolitik wurde er 2015 mit dem Stein-Rokkan-Preis für vergleichende sozialwissenschaftliche Forschung ausgezeichnet.

## Schriften (Auswahl)
- Die Bildungsausgaben der USA im internationalen Vergleich. Politische Geschichte, Debatten und Erklärungsansätze. Wiesbaden 2006, ISBN 3-8350-6062-7.
- Wandel trotz Reformstau. Die Politik der beruflichen Bildung seit 1970. New York 2009, ISBN 978-3-593-38866-3.
- mit Bernhard Ebbinghaus, Stephan Leibfried, Nicole Mayer-Ahuja, Herbert Obinger, Birgit Pfau-Effinger (Hrsg.): Wohlfahrtspolitik im 21. Jahrhundert: Neue Wege der Forschung, Frankfurt: Campus, 2013, ISBN 978-3-593-39903-4.
- Skills and Inequality: Partisan Politics and the Political Economy of Education Reforms in Western Welfare States. Cambridge: Cambridge University Press, 2014, ISBN 978-1-107-06293-1.
- Aufbruch oder Stillstand in der Berufsbildungspolitik? Die neue Allianz für Aus- und Weiterbildung. Bonn 2015, ISBN 978-3-95861-196-2.
- Bildungspolitik im internationalen Vergleich. Konstanz 2015, ISBN 3-8252-4409-1.